# Regular Army (USA)
Regular Army, under dette navn blev den regulære  amerikanske hær omdøbt i 1920. Denne term blev anvendt samtidig med benævnelsen United States Army.
Tjenstgørende i  Regular Army var aktive, professionelle soldater på fuldtid, modsat hærens reservepersonel og frivillige i nationalgarden.

## Første verdenskrig
Under første verdenskrig grundlagde man National Army sideløbende med Regular Army, hvor soldaterne fik fredstidsrang i stedet for de tildelte udnævnelser under første verdenskrig.
Efter demobiliseringen ved første verdenskrigs afslutning blev det tilbageblevne faste personel overført til den nyoprettede fredstids Regular Army med tilbagevenden til tidligere rang.

## Mellemkrigsårene
I tiden mellem første og anden verdenskrig var den regulære hær underfinansieret og var på verdensplan den 16.største i verden.
Forfremmelser i den regulære hær tog lang tid, og det var ikke ualmindeligt for officerer at gøre tjeneste 10 til 15 år i samme rang.
Eksempelvis var senere general Eisenhower major i 16 år, før han blev forfremmet til oberstløjtnant i 1936.
Forfremmelse af menige fandt ikke sted i denne periode.

## Anden verdenskrig
Under verdenskrigen var den regulære hær (Regular Army) et korps af professionelle soldater, som havde ledende roller i den amerikanske hær.
Typisk ville officererne have to forskellige titler, en permanent rang i Regular Army og temporær rang i den amerikanske hær. Eksempelvis havde Eisenhower en permanent rang som oberstløjtnant på et tidspunkt, hvor han fungerede som generalmajor.
Forfremmelser foregik også hurtigt i den amerikanske hær under verdenskrigen, hvor Eisenhower brugte knap fire år til at blive forfremmet til en stilling som fem-stjernet general fra oberstrang.